# Dolabra

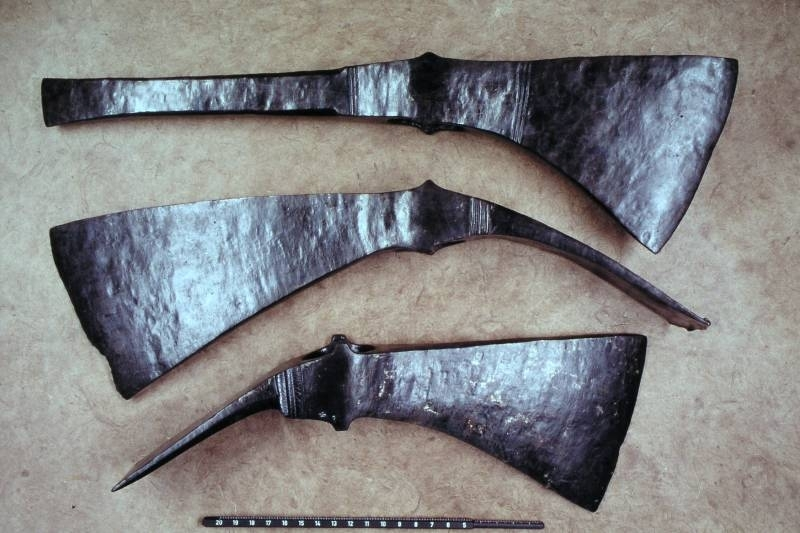
Dolabrae aus dem Römerlager Hedemünden

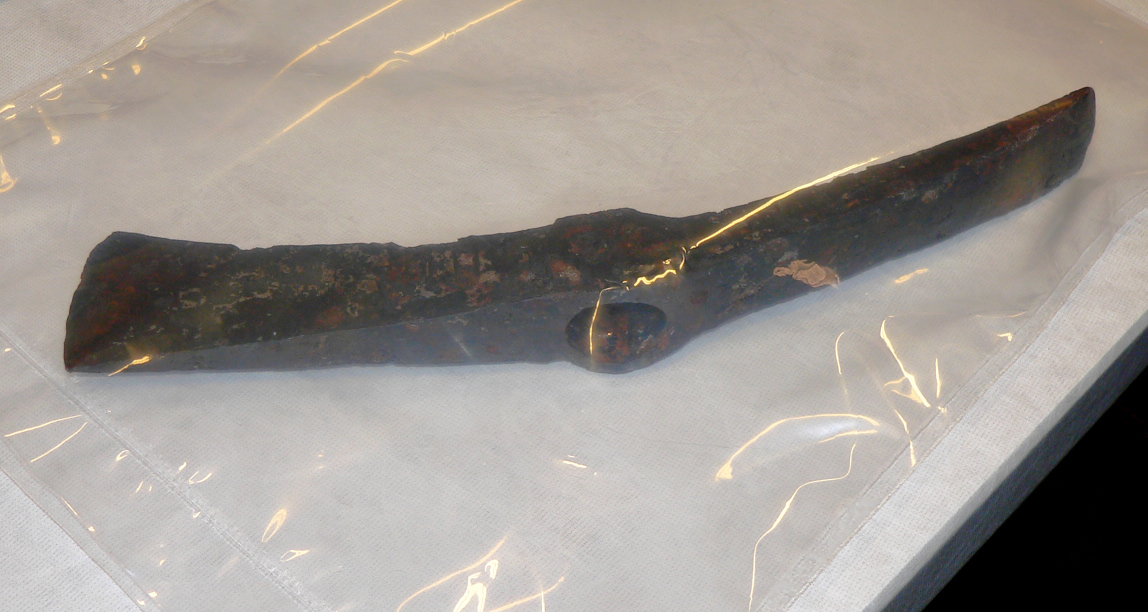
Dolabra ohne Holzstiel, gefunden auf dem römischen Schlachtfeld bei Kalefeld

Eine Dolabra (Plural: Dolabrae) ist ein antikes Werkzeug, das insbesondere für Schanzarbeiten im römischen Heer eingesetzt wurde und deswegen auch als „Pionieraxt“ bezeichnet wird. Es wies zwei Schneiden auf einer Schäftung auf, eine senkrechte und eine waagerechte. Die Dolabra kann also als Kombination von Axt und Hacke bezeichnet werden, entsprechend der noch heute verwendeten Wiedehopfhacke. Dementsprechend wurde die Dolabra sowohl zur Holzbearbeitung (entsprechend der späteren Bandhacke) als auch für Erdarbeiten und zum Einreißen von Mauern verwendet. Die Form der zweischneidigen Axt wird heute noch als Feuerwehraxt verwendet.
Dolabrae werden in der antiken Literatur mehrfach erwähnt, sind auf den Reliefs der Trajanssäule abgebildet und kommen im Fundmaterial kaiserzeitlicher Militärlager, wie beim Römerlager Hedemünden, vor. Auch gehören sie zu Schlachtfeldfunden wie in Kalkriese und beim Harzhornereignis.

Axt und Hacke
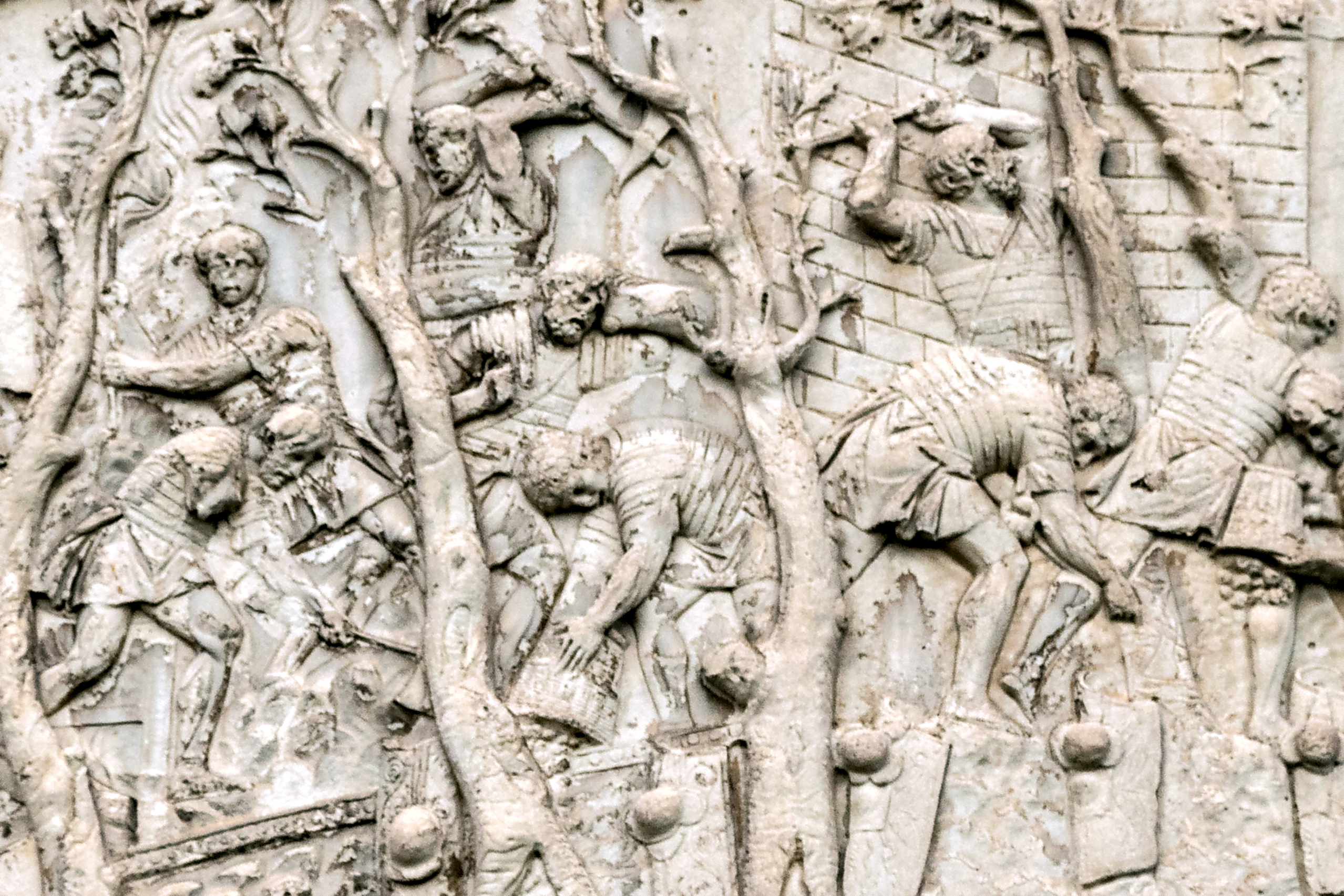
Römische Legionäre beim Gebrauch der Dolabra als Axt, auf der Trajanssäule
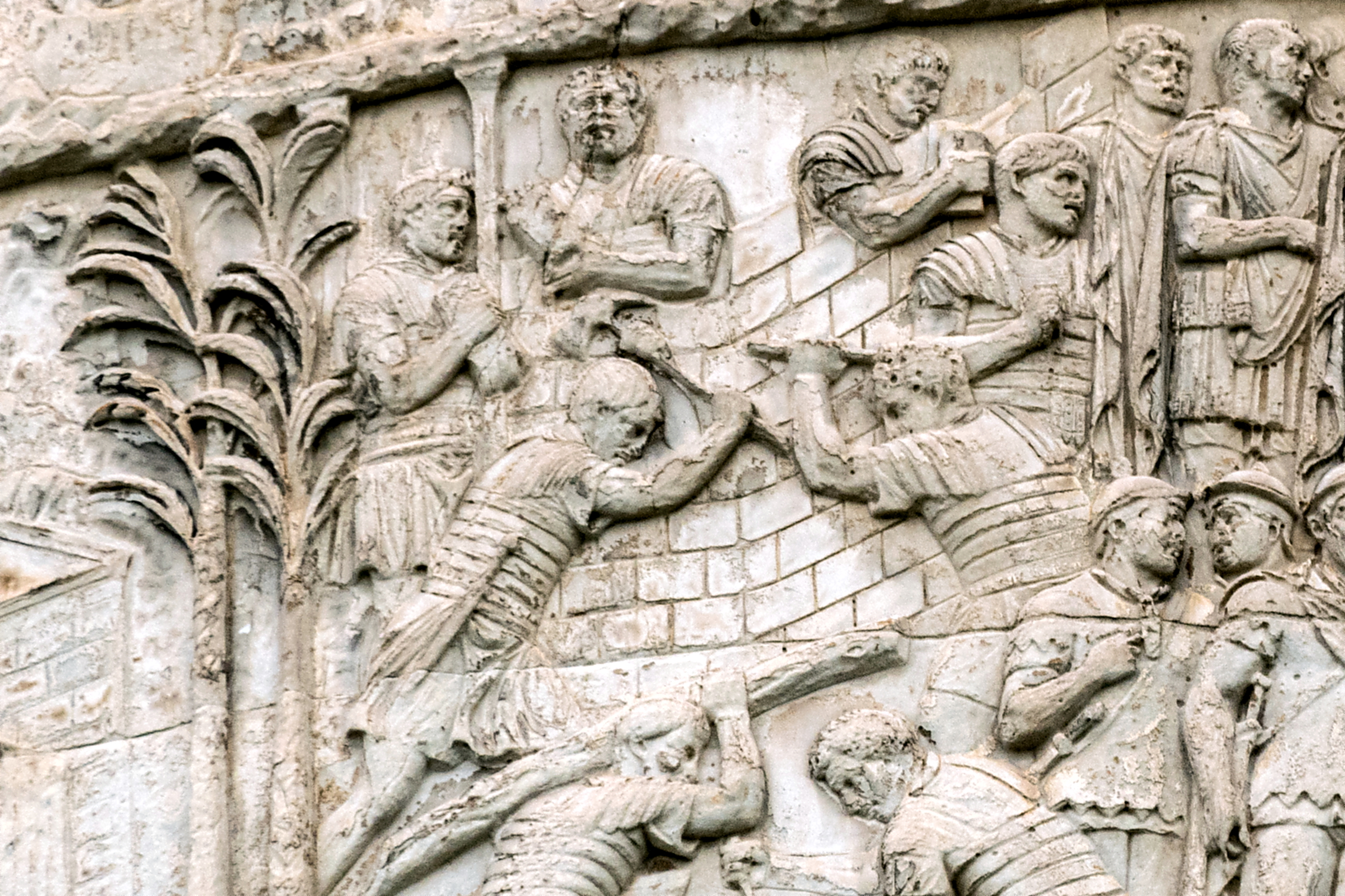
Römische Legionäre beim Gebrauch der Dolabra als Hacke, Trajanssäule
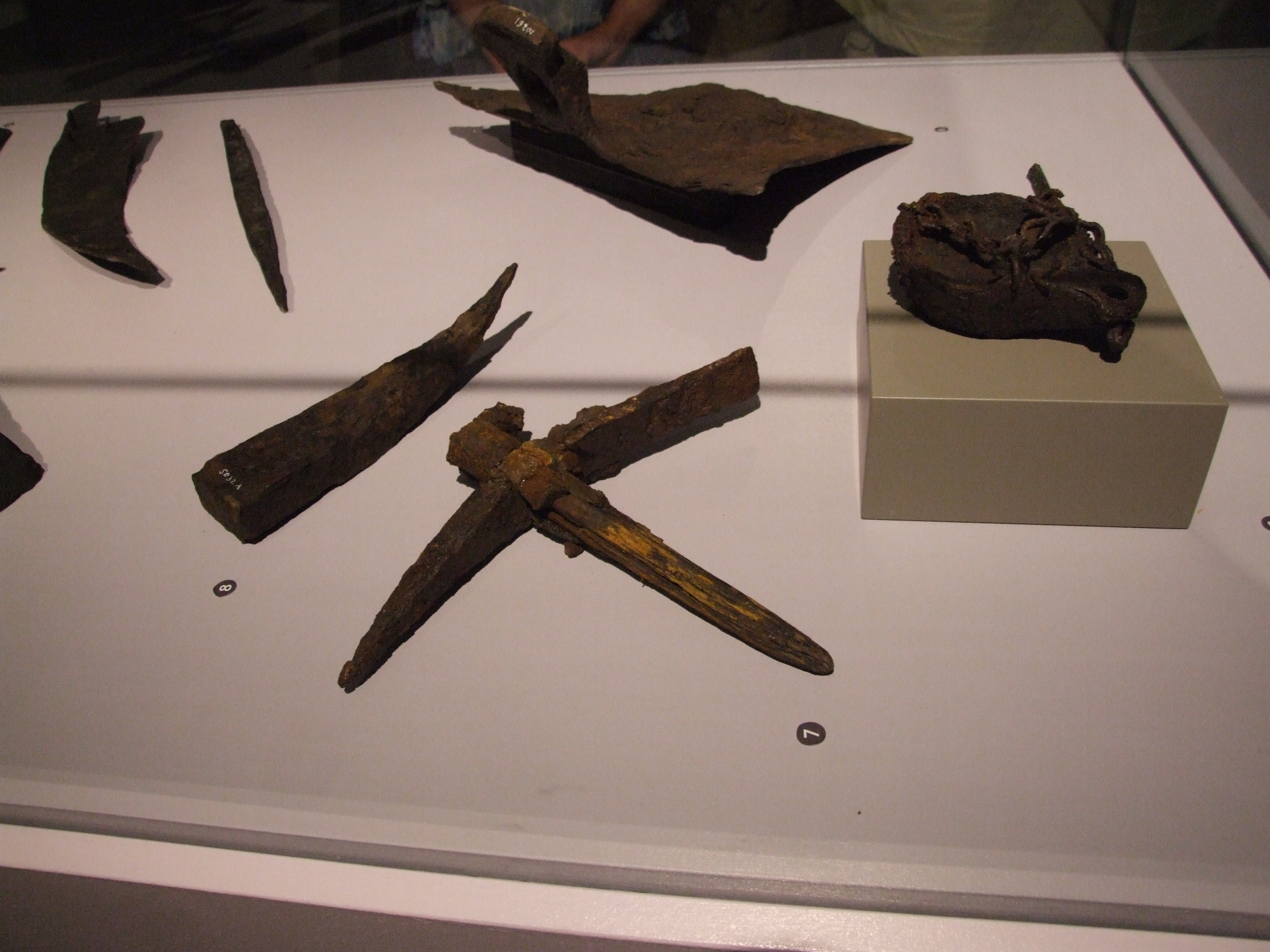
Der Dolabra ähnliche Flachspitzhacke vorne (7) sowie eine Pickel (8) aus Pompeji, 79 n. Chr.